# Pamela Stephenson
Pamela Helen Stephenson Connolly (Takapuna, Auckland, 4 de diciembre de 1949), también conocida por su nombre de casada Pamela Connolly, es una psicóloga clínica y escritora neozelandesa residente en el Reino Unido. 
Es más conocida por sus papeles como actriz y sus trabajos de comedia de los años 80.
Ha escrito gran cantidad de libros, la mayoría relacionados con la psicología, incluyendo la biografía de su marido Billy Connolly, y presenta un programa de entrevistas psicológicas a famosos en la televisión británica Channel 4 llamado "Shrink Rap".

## Filmografía
| Año  | Título                                 | Personaje                  | Director                   | País                      |
| ---- | -------------------------------------- | -------------------------- | -------------------------- | ------------------------- |
| 1978 | Los crímenes del ático                 | Linda Everett              | Pete Walker                | Bandera del Reino Unido   |
| 1981 | La loca historia del mundo             | Mademoiselle Rimbaud       | Mel Brooks                 | Bandera de Estados Unidos |
| 1982 | The Secret Policeman's Other Ball      | Ella misma y otros papeles | Roger Graef, Julien Temple | Bandera del Reino Unido   |
| 1983 | Superman III                           | Lorelei                    | Richard Lester             | Bandera de Estados Unidos |
| 1984 | Baño de sangre en la casa de la muerte | Dra. Barbara Coyle         | Ray Cameron                | Bandera del Reino Unido   |
| 1984 | Finders Keepers                        | Georgiana Latimer          | Richard Lester             | Bandera de Estados Unidos |

## Libros
- Stephenson, Pamela (2002). Billy. Overlook Hardcover. ISBN 978-1-58567-308-7.
- .l.ephenson, Pamela (2003). Bravemouth: Living with Billy Connolly. Headline Book Publishing. ISBN 978-0-7553-1284-9.
- Stephenson, Pamela (2005). Treasure Islands: Sailing the South Seas in the Wake of Fanny and Robert Louis Stevenson. Headline Book Publishing. ISBN 978-0-7553-1285-6.
- Stephenson, Pamela (2005). Murder or Mutiny. Weidenfeld & Nicolson. ISBN 978-1-84188-270-3.
- Stephenson, Pamela (2009). Head Case. Headline (Hodd) ISBN 978-0-7553-1282-5.[8]
- Stephenson, Pamela (2011). Sex Life: How Our Sexual Encounters and Experiences Define Who We Are. Vermilion. ISBN 978-0-09-192985-5.